# Jastrzębie Kopiniaki

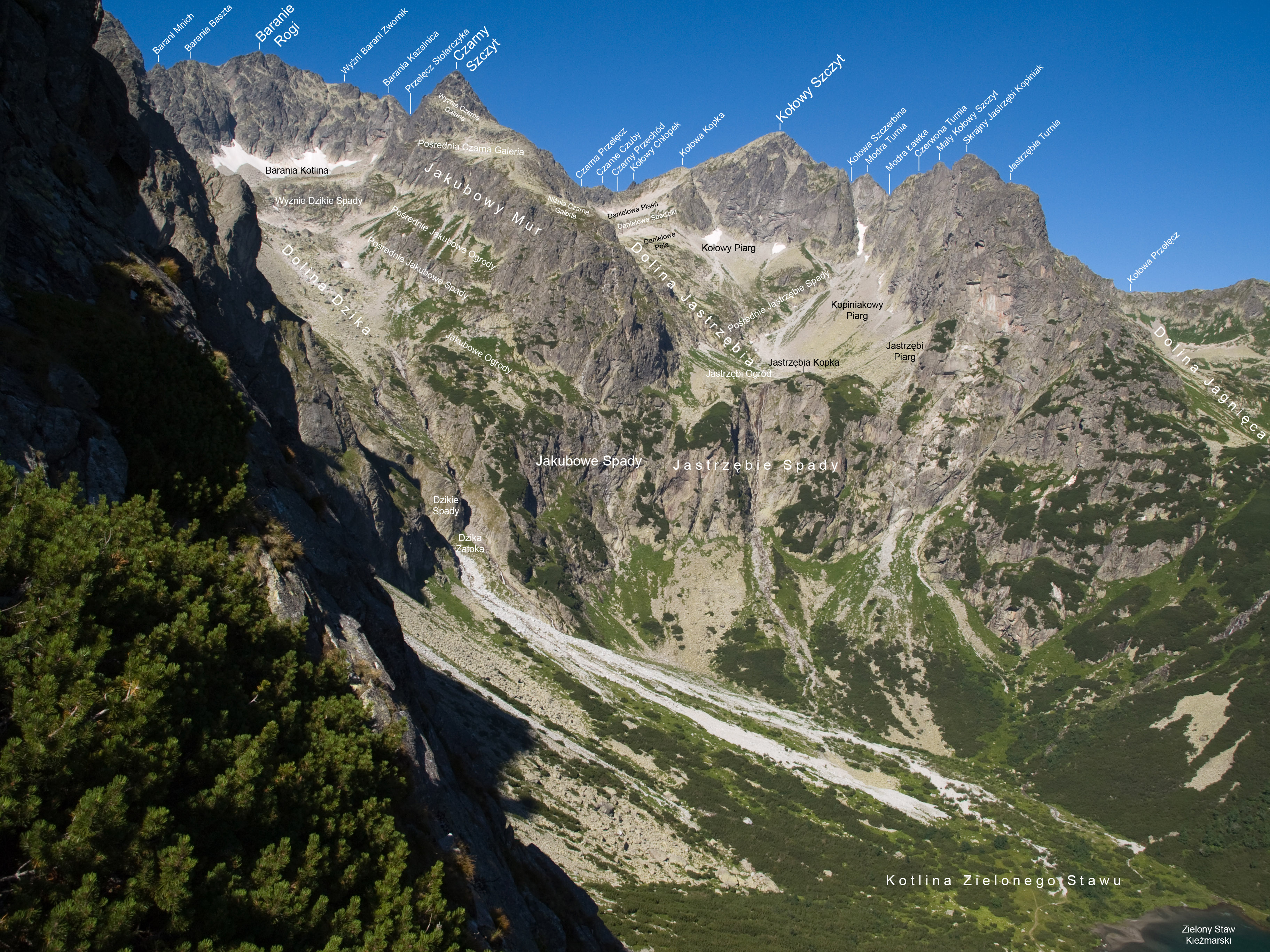
Jastrzębia Grań

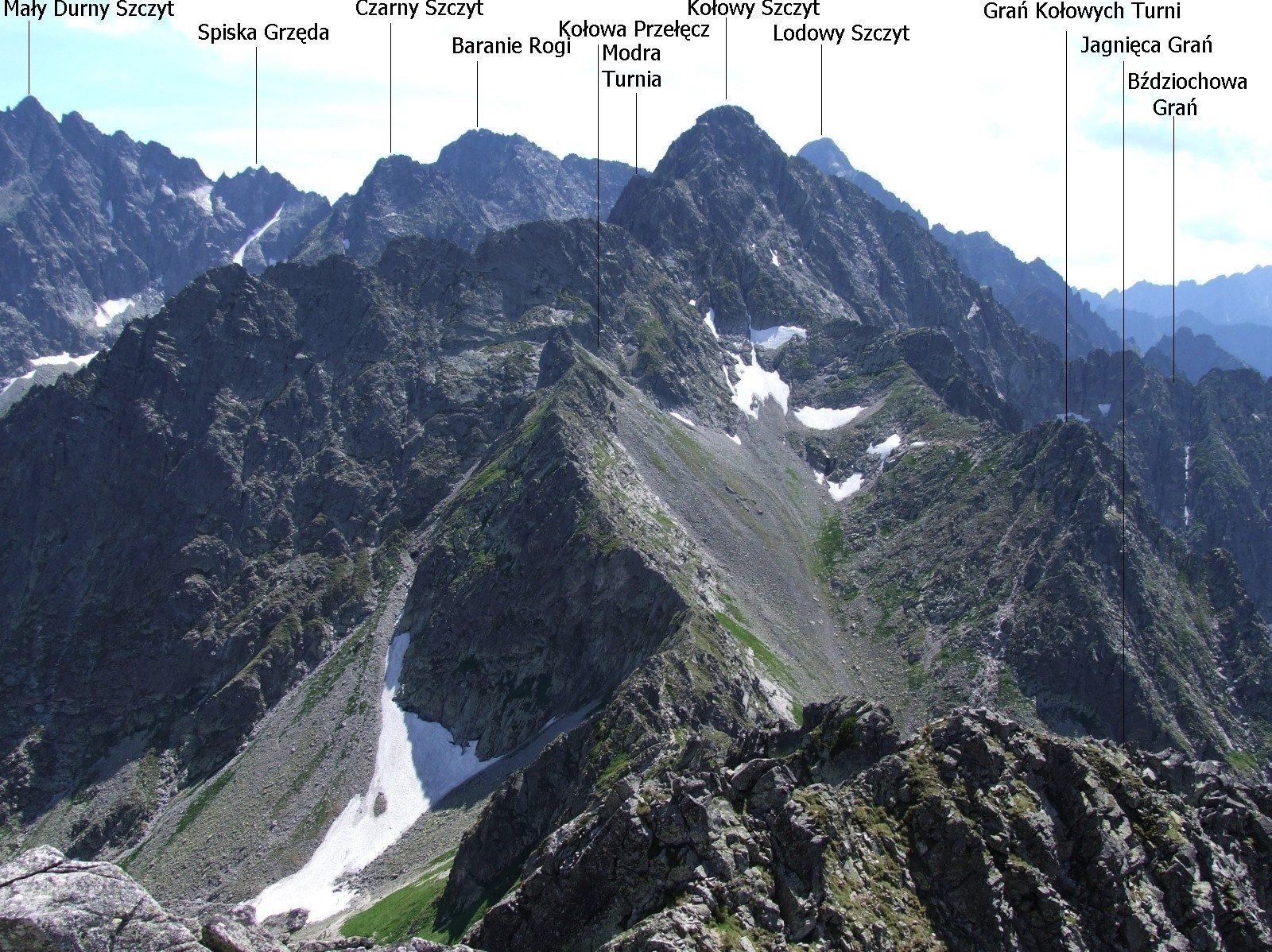
Kopiniaki w Jastrzębiej Grani (poniżej Modrej Turni

Jastrzębie Kopiniaki (słow. Kopiniaky, Kopiniakové veže, niem. Rotseekuppen, węg. Vörös-tavi-tornyok) – trzy turnie w Jastrzębiej Grani w słowackich Tatrach Wysokich. Grań ta oddziela Dolinę Jagnięcą od Doliny Jastrzębiej. Kopiniaki znajdują się w niej pomiędzy Małym Kołowym Szczytem (2276 m) a Jastrzębią Turnią (2139 m). W kierunku od zachodu na wschód są to trzy turnie poprzedzielane dwoma przełączkami:
- Zadni Jastrzębi Kopiniak (Zadný kopiniak), 2255 m,
- Pośredni Jastrzębi Karb (Prostredná karbunkulová štrbina),
- Pośredni Jastrzębi Kopiniak (Prostredný kopiniak),
- Skrajny Jastrzębi Karb (Predná karbunkulová štrbina),
- Skrajny Jastrzębi Kopiniak (Predný kopiniak), ok. 2250 m[2].

Od Małego Kołowego Szczytu Kopiniaki oddzielone są Zadnim Jastrzębim Karbem (Zadná karbunkulová štrbina), z kolei w kierunku Jastrzębiej Turni za Skrajnym Jastrzębim Kopiniakiem znajdują się:
- Jastrzębi Karbik (Jastrabí zárez),
- Jastrzębia Czubka (Jastrabia kôpka),
- Jastrzębie Wrótka (Jastrabie vrátka),
- Jastrzębi Kopiniaczek (Jastrabí hrb) z trzema wierzchołkami,
- Jastrzębia Przełęcz (Jastrabie sedlo), ok. 2100 m[2].

Jastrzębie Kopiniaki wraz z Małym Kołowym Szczytem opadają do Doliny Jastrzębiej wspólnym 200-metrowej wysokości urwiskiem zwanym Kopiniakowym Murem. Znajduje się w nim około 20 dróg wspinaczkowych o dużym stopniu trudności.
Nazwa polska i słowacka pochodzi od słowa kopiniak oznaczającego w podhalańskiej i spiskiej gwarze pasterskiej górę podobną do kopca (na Podhalu słowo to jednak miało inne znaczenie; oznaczało sukienny płaszcz z peleryną). Drugi człon nazwy dodawany jest dla odróżnienia ich od innych Kopiniaków. W języku niemieckim i węgierskim ich nazwa jest inna i utworzona została od Czerwonego Stawu Kieżmarskiego. Dawniej tylko Skrajny Kopiniak miał swoją nazwę (Kopiniak), dopiero później taternicy nadali nazwę pozostałym turniom i innym formacjom skalnym tej grani.